# 칼모듈린

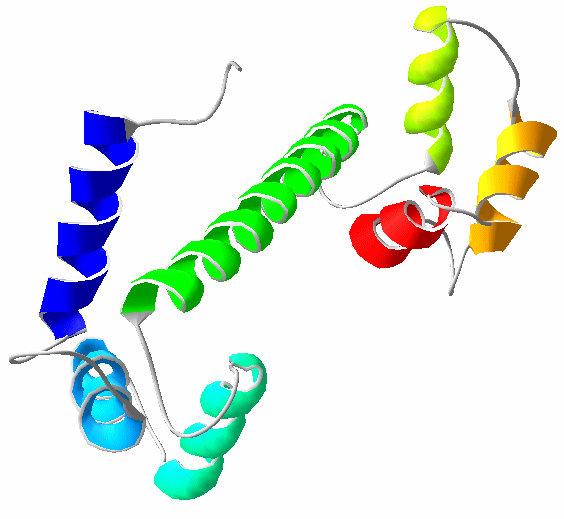
칼모듈린 3차원 구조

칼모듈린, Calmodulin(CaM)은 CALcium-MODULated proteIN의 줄인말로 모든 진핵세포에서 발현되는 칼슘이 붙는 전령자 단백질이다. 칼모듈린은 다기능의 중간전령자 단백질로, 칼슘이온이 결합하여 신호로 변환되고 다양한 목표 단백질과 상호작용한다.

## 기능
칼모듈린은 염증, 대사작용, 세포자살, 평활근 수축, 세포내이동, 단기기억, 장기기억, 그리고 면역반응과 같은 중요한 작용을 매개한다. 칼모듈린은 많은 세포종류에서 발현된다. 많은 수의 단백질들은 칼슘을 스스로 붙일 수 없기 때문에, 칼모듈린을 칼슘의 수용체와 신호로 변환시키는 것으로 사용한다. 칼모듈린은 소포체와 근소포체에서 칼슘을 저장하는 역할로 사용할 수 있다. 칼모듈린은 번역후조절을 겪을 수 있는데, 인산화, 아세틸화, 메틸화, 그리고 단백질 가수분해 자르기가 있다.

## 구조
칼모듈린은 대략 148아미노산의 길이이다. (16706 달톤). 네 가지의 EF-hand 모티프를 가지고 있는데, 각각은Ca2+ 이온과 결합한다. 단백질은 대칭적인 구형의 도메인을 가지고 있다.칼슘은 확산가능한 이차전령자 역할을 하며 내세포 신호전달로 역할을 한다.

## 같이 보기
- Proteopedia 페이지 Calmodulin 와 conformational change